# Jan I van Soissons
Jan I van Soissons (overleden rond 1115) was van 1099 tot aan zijn dood graaf van Soissons. Hij behoorde tot het huis Normandië.

## Levensloop
Jan I was de tweede zoon van Willem Busac, zoon van graaf Willem I van Eu, en gravin Adelheid van Soissons.
Na de dood van zijn oudere broer Reinoud II werd hij in 1099 graaf van Soissons. Hij regeerde aanvankelijk aan de zijde van zijn moeder, totdat zij in 1105 stierf. Daarna regeerde hij tot aan zijn dood rond 1115 zelfstandig als graaf van Soissons.
Jan was gehuwd met Aveline, dochter van heer Nivelon II van Pierrefonds. Uit het huwelijk is een zoon bekend: Reinoud III (overleden in 1145), de laatste Normandische graaf van Soissons.